# Кома (Бурятия)
Ко́ма — село в Прибайкальском районе Бурятии. Административный центр сельского поселения «Итанцинское».

## География
Расположено на республиканской автодороге 03К-019 Турунтаево — Тресково в 13 км к юго-западу от райцентра, села Турунтаево, на правобережье реки Итанцы при впадении в неё речки Комы.

## История
Основано в конце XVII века как казачье поселение к востоку от Итанцинского острога. В советское время — центральная усадьба крупного колхоза им. Сталина.

## Инфраструктура
Администрация сельского поселения, средняя общеобразовательная школа, детский сад, врачебная амбулатория, почта. 

## Экономика
СПК «Итанца» — животноводство, овощеводство.

## Население
| 2002 | 2010 |
| ---- | ---- |
| 758  | ↘743 |